# Elías Ólafsson
Elías Rafn Ólafsson (Reykjavik, 11 de marzo de 2000) es un futbolista islandés que juega de portero en el F. C. Midtjylland de la Superliga de Dinamarca.

## Selección nacional
Ólafsson fue internacional sub-16, sub-19 y sub-21 con la selección de fútbol de Islandia.
En enero de 2020 fue convocado por primera vez con la selección absoluta para dos amistosos frente a la selección de fútbol de Canadá y la selección de fútbol de El Salvador, en los que, sin embargo, no llegó a debutar. Finalmente debutó con la selección islandesa el 8 de octubre de 2021, en un partido de clasificación para la Copa Mundial de Fútbol de 2022 frente a la selección de fútbol de Armenia.

## Clubes
| Club                      | País      | Año       |
| ------------------------- | --------- | --------- |
| Breiðablik UBK            | Islandia  | 2016-2018 |
| FH Hafnarfjörður (cedido) | Islandia  | 2017      |
| F. C. Midtjylland         | Dinamarca | 2018-act. |
| Aarhus Fremad (cedido)    | Dinamarca | 2019-2020 |
| F. C. Fredericia (cedido) | Dinamarca | 2020-2021 |
| C. D. Mafra (cedido)      | Portugal  | 2023-2024 |

## Palmarés

### Títulos nacionales
| Título            | Club              | País      | Año  |
| ----------------- | ----------------- | --------- | ---- |
| Copa de Dinamarca | F. C. Midtjylland | Dinamarca | 2022 |